# Saint-Côme (Québec)
Saint-Côme è un comune del Canada, situato nella provincia del Québec, nella regione di Lanaudière.